# Meseta de Transilvania
La meseta de Transilvania (en rumano: Podişul Transilvaniei; en húngaro: Erdélyi-medence) es una meseta en Rumania central. La meseta queda en el interior y toma su nombre de la región histórica de Transilvania, y está casi enteramente rodeada por las ramas orientales, meridionales y occidentales rumanas de los montes Cárpatos. Cabe destacar dos sectores bien diferenciados: el sector Norte, menos elevado, y conocido como Llanura Transilvana, donde abundan las lagunas, y el Sur, más elevado, accidentado por profundos valles.
Tiene una altitud de 300-500 metros sobre el nivel del mar. La meseta de Transilvania, los montes Cárpatos y las tierras bajas en el oeste de Rumania se caracterizan por un clima continental. La temperatura varía grandemente en el curso del año, con veranos cálidos e inviernos muy fríos. Vastos bosques cubren parte de la meseta y de las montañas. La cordillera tiene una altura entre 1.000-2.000 metros, con picos por encima de 2.500 m y todos ellos son parte del sistema central.